# Carlos Hernández Gil
Carlos Agustín Hernández Gil (Burgo de Osma, Soria, 8 de julio de 1946) es un médico y político español, senador por Soria entre 1982 y 1986 y subsecretario de Sanidad y Consumo entre 1985 y 1989.
Es doctor en Medicina y Cirugía por la Universidad de París Descartes y la Universidad Autónoma de Madrid. Ha sido médico en el Hospital Universitario Raymond Poincaré en París, el Hospital 12 de Octubre y el Hospital La Paz en Madrid. Fue jefe de los Servicios Médicos de la Mutualidad de la Real Federación de Fútbol de Madrid, y fue presidente del MD Anderson Cancer Center Madrid entre 2003 y 2008.
Como político es militante del Partido Socialista Obrero Español. Fue elegido senador por Soria en 1982, cargo que ejerció hasta 1986. En esta etapa defendió, en nombre del Gobierno, la incorporación de España al Banco Africano de Desarrollo. Tiempo después fue nombrado subsecretario de Sanidad y Consumo en 1985, con Ernest Lluch como ministro, sucediendo a Pedro Sabando. Como subsecretario, formó parte del equipo que completó y aprobó la Ley General de Sanidad, que despenalizó el aborto para los supuestos de  violación, riesgo para la salud física y psíquica de la madre y malformación el feto, y que reguló el comercio de sangre humana, con el objetivo de controlar la transmisión del SIDA.
Fue miembro de la delegación parlamentaria española en el Consejo de Europa, y vicepresidente de la Comisión Asuntos Sociales y Salud del Parlamento Europeo entre 1983 y 1986. 
Fue el primer español nombrado vicepresidente de la Asamblea Mundial de la Salud entre 1988 y 1989.